# Troița căpitanului Ilie Birt din Brașov (Piața Unirii)
Troița Căpitanului Ilie Birt din Brașov este un monument istoric aflat pe teritoriul municipiului Brașov.